# 国际滑冰联盟花样滑冰大奖赛
国际滑冰联盟花样滑冰大奖赛，是一项由國際滑冰總會（ISU）组织的大型比赛系列，由六个分站赛和一个总决赛组成，每年举办一届。比赛内容为花样滑冰男子单人滑、女子单人滑、双人滑和冰舞。

## 历史
早在1995年前，一些花样滑冰较为普及的国家（如美国、法国等）在每年秋季各自举办了多届花样滑冰大奖赛。1995年，美国、加拿大、法国、德国和日本的滑冰协会决定将各自的大奖赛合并为冠军系列赛（Champions Series），在每个国家举办一场分站赛，然后五国轮流举办总决赛。1996年，俄罗斯滑冰协会加入进来，从此增加了俄罗斯分站赛。
在1998-1999赛季，国际滑冰联盟取得该系列赛事的冠名权，并将比赛更名为国际滑冰联盟花样滑冰大奖赛（ISU Grand Prix of Figure Skating）。
2003年，国际滑冰联盟将德国站改为中国站，形成了北美洲、亚洲、欧洲各有两个分站的局面，反映了近年来亚洲在花样滑冰项目上的崛起。

## 场次
目前，国际滑冰联盟花样滑冰大奖赛包括六个分站赛，按顺序依次是：
- 美国站（Skate America）；
- 加拿大站（Skate Canada International）；
- 芬兰站（Finland）；
- 日本站（NHK Trophy）；
- 俄罗斯站（Rostelecom Cup）；
- 法国站（Internationaux de France）。

在六个分站赛结束后，举办总决赛（Grand Prix Final）。
在2003年以前，加拿大站和法国站之间是德国站（Nations Cup / Sparkassen Cup）。
在2018-2019赛季，第三站由中国站（Cup of China）变为芬兰站（Helsinki）。

## 2006-2007赛季
- 美国站：10月26日-29日，美国康乃狄克州哈特福
- 加拿大站：11月2日-5日，加拿大不列颠哥伦比亚维多利亚
- 中国站：11月9日-12日，中国南京
- 法国站：11月16日-19日，法国巴黎
- 俄罗斯站：11月23日-26日，俄罗斯莫斯科
- 日本站：11月30日-12月3日，日本长野
- 总决赛：12月14日-17日，俄罗斯圣彼得堡

## 2016-2017赛季
- 美国站：10月21日-23日，美国伊利諾州芝加哥
- 加拿大站：10月28日-30日，加拿大安大略密西沙加
- 俄罗斯站：11月4日-6日，俄罗斯莫斯科
- 法国站：11月11日-13日，法国巴黎
- 中国站：11月18日-20日，中国北京
- 日本站：11月25日-27日，日本札幌
- 总决赛：12月8日-11日，法國馬賽

## 2020-2021赛季
- 美国站：10月22日-24日，美国內華達州拉斯維加斯
- 加拿大站：10月29日-31日，加拿大卑詩省溫哥華
- 義大利站：11月5日-7日，意大利杜林
- 日本站：11月12日-14日，日本東京
- 法國站：11月19日-21日，法國格勒諾布爾
- 俄羅斯站：11月26日-28日，俄羅斯索契
- 总决赛：12月9日-12日，日本大阪

## 参看
- 花样滑冰
- 奥林匹克运动会花样滑冰比赛
- 世界花样滑冰锦标赛